# Wortnerův dům
Wortnerův dům neboli Žižkův dům (U Černé věže 22 - 24, čp. 342 - 343) je goticko-renesanční měšťanský dům a kulturní památka v Českých Budějovicích. Evidována je již od roku 1900, do novodobého státního seznamu byla zapsána 3. května 1958.

## Architektura
Dům má mělce profilovaný gotický vchod. Vysazené první patro podepřené klenbami na krakorcích nese štít realizovaný formou vysoké atiky s renezančním cimbuřím a věžičkami na rozích. Bašty s cimbuřím a klíčovými střílnami mají jen dekorativní charakter.

### Interiér
Přízemí je rozčleněné opěráky spojenými pomocí hrotitých a segmentových spojených oblouků (valená klenba), které podpírají první patro. Podobným způsobem je řešen i sklep. Klenba mázhausu je zdobena hřebínkovým pásem s dekorem, který připomíná slepé kružby.
Schodiště uzavírají hřebínkové klenby. Doplňují je štukové prvky v podobě slunce a osmilisté růžice. Dvě místnosti v první patře obsahují dřevěné záklopové stropy, zbylé prostory zdobí opět hřebínkové klenby.

## Historie
Stavba pochází z první poloviny 16. století. Na jejím místě původně stály dva samostatné gotické domky později sjednocené cimbuřím. Ty byly až do pogromu 1506 využívané židovskou komunitou, poté už jen křesťanskými vlastníky. Současná podoba vznikla během rekonstrukce (pravděpodobně 1558–1559), kdy majitel Jan Kelbl nechal vybudovat pozdně gotický portál a původní stavby spojit cimbuřím.
Naproti přes ulici byla umístěna původní českobudějovická synagoga.

### Rekonstrukce
K rekonstrukcím došlo v roce 1911 (tehdy Sterneckova 18) a v letech 1989–1992 (projektové práce sahají do roku 1969, o tři roky později se dům dostal do majetku Alšovy jihočeské galerie). V letech 2018–2019 dům prošel další rekonstrukcí, tentokrát spojenou s dostavbou výtahu a sociálního zázemí směrem do dvorního traktu.

### Původ názvů
Název Žižkův dům patrně souvisí s historicky doloženou skutečností, že se Jan Žižka z Trocnova v ulici U Černé věže (tehdy Židovská) v roce 1378 objevil. Figuruje na dlužním úpisu společně se svými přáteli Jaroslavem z Kropné a Janem z Mysletína, kteří si tehdy půjčili peníze od židovek Stane a Johue. Protože se úpis dochoval, předpokládá se, že dluh nebyl splacen. Není ovšem doloženo, zda návštěva, vystavení úpisu či bydliště židovek souviselo přímo s místem současného Wortnerova domu.
Aktuálně užívaný název Wortnerův dům pochází od rodiny Wortnerovy, která se roku 1860 stala vlastníkem nemovitosti. Počátkem 20. století provozoval Jan Wortner známou kořalnu.

## Současnost
Od ledna 1993 se v domě nacházejí výstavní prostory Alšovy jihočeské galerie. Jeho využití pro výstavní účely předcházela rozsáhlá rekonstrukce, během které dům získal stávající bílou fasádu. Památková ochrana se nevztahuje na zadní trakt.

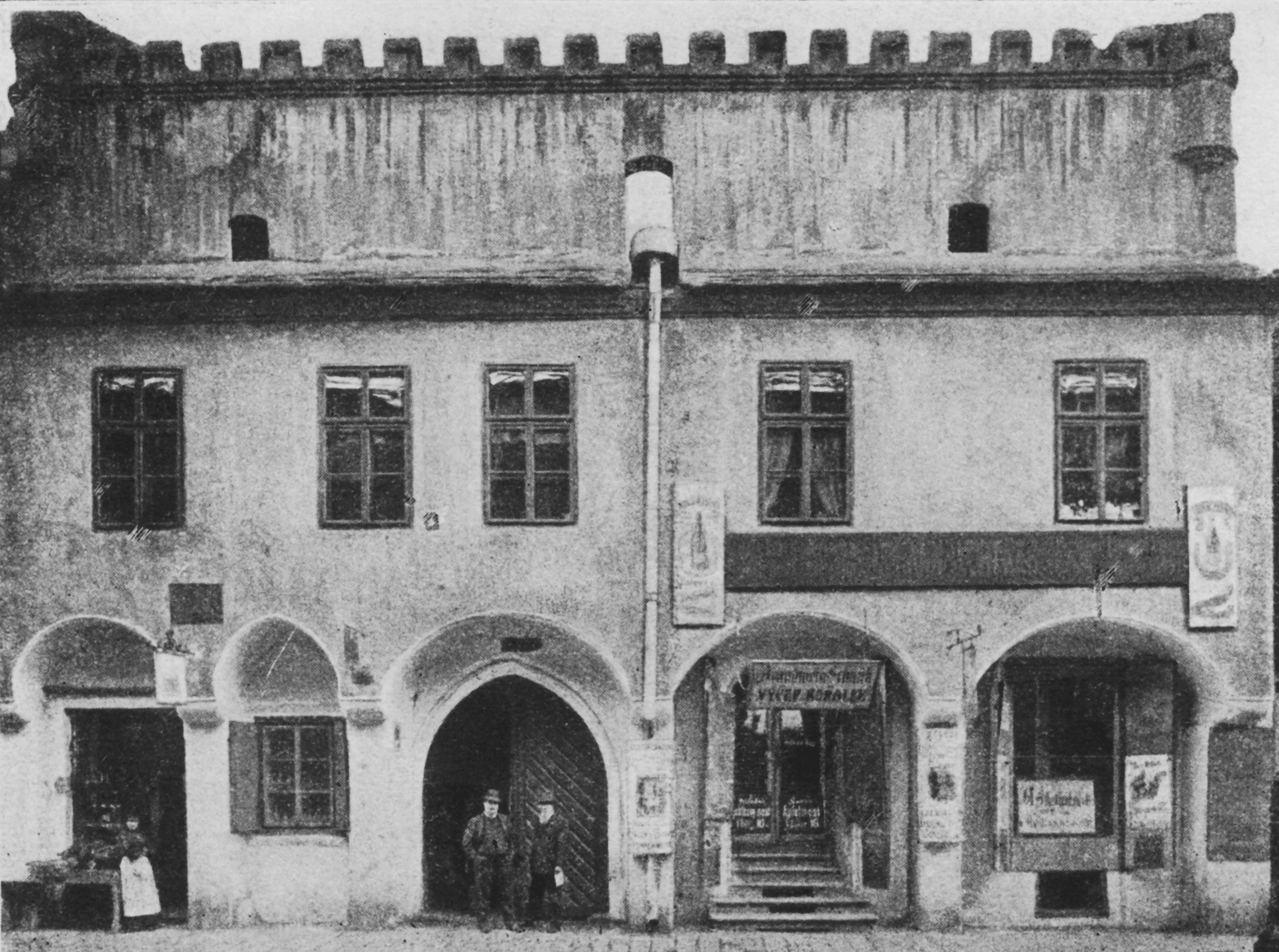
před rekonstrukcí na přelomu 19. a 20. století